# Children of Paul’s
Children of Paul’s war der Name einer Truppe von Boy Actors, also jugendlichen Schauspielern in der Elisabethanischen und Jakobinischen Ära in London. Zusammen mit den Children of the Chapel waren sie die bedeutendste Theaterkompanie von Kinderschauspielern, welche zu einem festen Bestandteil des Elisabethanischen Theaters wurden.

## Erziehung
Die Kinder, die Chorknaben und Kinderschauspieler der Children of Paul’s werden sollten, waren zwischen sechs und 15 Jahre alt. Sie wurden in der Chorschule unterrichtet, wo sie auch untergebracht waren. Der Unterricht umfasste nicht nur das Singen, sondern auch das Erlernen des Lesen und Schreibens. Obwohl für ihre Grundbedürfnisse gesorgt wurde, verdienten Chorknaben manchmal etwas Geld für sich. So z. B. wenn modisch gekleidete Männer die Kirche betraten ohne ihre Sporen (engl.: Spur) an den Stiefeln ablegen zu wollen, erzeugte dies unnötigen Lärm, der andere Kirchgänger ablenkte. Hierfür verlangten die Chorknaben manchmal etwas Geld als Gebühr, das „Sporengeld“ („Spur Money“). Chorknaben durften am Donnerstagnachmittag spielen und in einem Dokument aus dem Jahr 1598 notiert ein Küster namens John Howe ein Vorkommnis, nach dem die Jungen Fenster eingeworfen haben und Kirchgänger störten.

## Die frühen Jahre
Die St Paul’s Cathedral in London besaß bereits seit dem 12. Jahrhundert einen Knabenchor; erst im 16. Jahrhundert begann dieser auch in Theateraufführungen mitzuwirken. Das Schauspielen könnte aufgrund des Einflusses humanistischer Lehren ein Teil der Ausbildung geworden sein, was die Schüler dazu ermutigte, „Ausgeglichenheit zu entwickeln und durch das Schauspiel ihre Fähigkeiten im Sprechen von Latein zu verbessern“.
In der Spielzeit 1527/1528 traten die Children of Paul’s für König Heinrich VIII. und Kardinal Thomas Wolsey auf.
Sebastian Westcott war in den Jahren 1557 bis 1582 Ausbilder der Children of Paul’s; In jener Zeit traten die Knaben 27 mal am Hofe auf, mehr als jede andere Truppe, gleich ob sie Erwachsene oder Kinder waren. Hierzu wurden sie auch zwischen 1560 und 1572 von dem zu jener Zeit amtierenden Master of the Revels Sir Thomas Benger engagiert; ein Auftritt (nicht namentlich) wird von William Shakespeare in dem Stück Hamlet im zweiten Akt in der zweiten Szene erwähnt. So spielten sie beispielsweise 1566 vor Queen Elizabeth und ihrem Exilgast Cäcilia von Schweden. Hier brachten sie ein Stück von Sixtus Birck mit dem Titel Sapientia Solomonis (Weisheit Salomons) dar, welches „die Beziehung zwischen König Salomo und der Königin von Saba in einer kindgerechten Fassung [for school boys] dramatisierte“. Unter Master Thomas Giles (1584–1599?) wurden die   the Children of Paul’s mit den Stücken John Lylys identifiziert; am Hof traten sie zwischen den Jahren 1587 und 1590 neun Mal auf. So spielten sie   Lylys Gallathea vermutlich am 1. Januar 1588 und einen Monat später am 2. Februar Endymion, wie auch Midas am 6. Januar 1590. Weitere Stücke Lylys, wie Mother Bombie und Love’s Metamorphosis waren ebenfalls Bestandteil ihres Repertoires.
In den 1580er Jahren traten die Children of Paul’s gemeinsam mit den Children of the Chapel in der Saison 1583/1584 am Blackfriars Theatre auf, dem ersten von vielen gemeinsamen Auftritten beider Truppen, welche im nachfolgenden Jahrhundert noch kommen sollten.
1590 waren die Children of Paul’s von der Marprelate-Kontroverse betroffen, da sie nicht nur in enger Verbindung zu John Lyly standen, sondern auch „halfen seine Beiträge zu veröffentlichen“. Alle Theaterkompanien, auch die der erwachsenen Ensembles, waren hernach gezwungen, ihre Bühnenaktivitäten zurückzufahren.

## Die späten  Jahre
1600 wurde Edward Peers († 1612) zum neuen Leiter der Children of Paul’s bestellt, der mit ihnen wieder das Schauspiel aufnahm und sich keiner weiteren Gegnerschaft mehr gegenübersah.
Die Theatergruppe trat mit merklich ausgedünnter Besetzung auf und dies nur sonntags und montags zu einem um die Hälfte verringerten Eintrittspreis, wie er noch 1590 erhoben wurde. Die anonym verfassten Stücke The Maid’s Metamorphosis und The Wisdom of Doctor Dodypoll illustrieren die Beschaffenheit der Aufführungen in ihrem ersten Jahr der Wiederaufnahme. Die Children of Paul’s zeigten u. a. Arbeiten von John Marston, George Chapman und Thomas Middleton. Wie zuvor Lyly wurde nun Marston mit den Children of Paul’s asoziert, wir Jonson mit den Children of the Chapel in Verbindung gesetzt wurde; in der Poetomachia, dem War of the Theatres, welcher von 1599 bis 1602 andauerte, vertraten die Children of Paul’s mit den Stücken Jack Drum’s Entertainment (1600) und What You Will (1601) die Seite Marstons in dieser Schriftstellerfehde. Auch das beteiligte Stück Satiromastix von Thomas Dekker brachten sie 1601 auf die Bühne.
Im Gegensatz zu den Children of the Chapel, welche im Blackfriars Theatre arbeiteten, hatten die Children of Paul’s keine eigene Wirkungsstätte. Wenn sie nicht am Hofe spielten, traten sie in der St. Paul’s südwestlich benachbarten Kirche St Gregory by St Paul’s auf, wo sie als Choristen ausgebildet wurden. Dies wiederum führte zu Einschränkungen ihrer Theaterarbeit, darunter verkürzte Auftritte, da es vornehmlich galt die festen Zeitpläne der kirchlichen Liturgie einzuhalten.
Aus unklaren Gründen traten nach 1606 die Children of Paul’s nicht mehr namentlich in Erscheinung. Einige Forscher glaubten, dass aus ihnen die King’s Revels Children hervorgingen, eine allerdings nur kurzzeitig aktive Boy Actor-Company, die um 1607 gegründet wurde (Auflösung 1609) und zu einem Teil die Children of Paul’s integrierten; dies gilt allerdings als nicht gesichert.
Andrew Gurr nimmt an, das sie sich nicht einfach auflösten, sondern womöglich mit den Children of the Blackfriars (ein späterer Name der Children of the Chapel) fusionierten.

## Belegende Literatur
- Edmund Kerchever Chambers: The Elizabethan Stage. 4 Bände, hier: Band 2, Clarendon Press, Oxford 1923
- Andrew Gurr: The Shakespearean Stage 1574–1642., Cambridge University Press, Cambridge 1992. Seiten 33–54
- F. E. Halliday: A Shakespeare Companion 1564–1964, Penguin, Baltimore 1964
- Roze F. Hentschell:  'Our Children Made Enterluders': Choristers, Actors, and Students in St Paul’s Cathedral Precinct in Early Theatre Jahrgang  19, Nr.: 1, 2016, Seiten 179–196 (online)
- Roslyn Lander Knutson: Playing Companies and Commerce in Shakespeare’s Time, Cambridge University Press, 2001, S. 84
- Michael Shapiro: Boy Companies and Private Theaters in A Companion to Renaissance Drama, herausgegeben von Arthur F. Kinney, Blackwell Publishing Ltd, 2004, S. 315.